# Japanische Fußballnationalmannschaft der Frauen/Weltmeisterschaften
Der Artikel beinhaltet eine ausführliche Darstellung der japanischen Fußballnationalmannschaft der Frauen bei Weltmeisterschaften. Japan konnte sich als einzige asiatische Mannschaft für alle WM-Endrunden der Frauen qualifizieren und belegt in der ewigen Tabelle als zweitbeste asiatische Mannschaft punktgleich mit China Platz 8. Japan ist die einzige asiatische Nation, die im Fußball Weltmeister wurde.

## Die Nationalmannschaft bei Weltmeisterschaften

### Übersicht
| Jahr | Gastgeberland             | Teilnahme bis … | Gegner                            | Ergebnis         | Trainer          | Bemerkungen und Besonderheiten |
| ---- | ------------------------- | --------------- | --------------------------------- | ---------------- | ---------------- | --- |
| 1991 | Volksrepublik China       | Vorrunde        | Brasilien, Schweden, USA          | 12.              | Tamotsu Suzuki   | |
| 1995 | Schweden                  | Viertelfinale   | USA                               | 08.              | Tamotsu Suzuki   | Niederlage gegen den Titelverteidiger im Viertelfinale                                                                                     |
| 1999 | USA                       | Vorrunde        | Kanada, Norwegen, Russland        | 14.              | Satoshi Miyauchi | |
| 2003 | USA                       | Vorrunde        | Argentinien, Deutschland, Kanada  | 10.              | Eiji Ueda        | |
| 2007 | Volksrepublik China       | Vorrunde        | England, Argentinien, Deutschland | 10.              | Hiroshi Ōhashi   | |
| 2011 | Deutschland               | Finale          | USA                               | Weltmeister      | Norio Sasaki     | Erster Weltmeister aus Asien |
| 2015 | Kanada                    | Finale          | USA                               | Vize-Weltmeister | Norio Sasaki     | Mit sechs Siegen in Folge das Finale erreicht, dann höchste Finalniederlage (2:5)                                                          |
| 2019 | Frankreich                | Achtelfinale    | Niederlande                       | 13.              | Asako Takakura   | Als Asienmeister qualifiziert. Als Gruppenzweiter nach Spielen gegen Argentinien, England und Schottland für die K.-o.-Runde qualifiziert. |
| 2023 | Australien und Neuseeland | Viertelfinale   | Schweden                          | 5.               | Futoshi Ikeda    | Als erste Mannschaft nach den Gastgeberinnen durch den Halbfinaleinzug bei der Asienmeisterschaft 2022 qualifiziert.                       |

### Statistik
(Angaben inkl. 2023: Neun Weltmeisterschaften)
- nicht teilgenommen: nie (0 %)
- qualifiziert: achtmal (100 %)
  - Vorrunde: viermal (44,4 %; 1991, 1999, 2003 und 2007)
  - Achtelfinale: einmal (11,1 %; 2019)
  - Viertelfinale: zweimal (22,2 %; 1995 und 2023)
  - Vizeweltmeister: einmal (11,1 %; 2015)
  - Weltmeister: einmal (11,1 %; 2011)

## Die Turniere

### WM 1991 in der Volksrepublik China
Die japanische Nationalmannschaft hatte sich als Zweiter der Asienmeisterschaft 1991 für die erste Weltmeisterschaft qualifiziert. Dabei gelangen in der Vorrunde vier Siege gegen Nordkorea, Hongkong, Malaysia und Singapur. Im Halbfinale war dann das Elfmeterschießen notwendig um die Republik China auszuschalten um sich für die WM zu qualifizieren. Das Finale wurde dann zwar mit 0:5 gegen die Volksrepublik China verloren, aber die erste WM-Teilnahme war da schon sicher.
In der Volksrepublik China wurde das erste WM-Spiel am 17. November 1991 in Foshan mit 0:1 gegen Brasilien verloren. Zwei Tage später folgte gegen Schweden ein 0:8 und nochmals zwei Tage später ein 0:3 gegen die USA. Damit war Japan als schlechteste Mannschaft des Turniers ausgeschieden.

### WM 1995 in Schweden
Vier Jahre später qualifizierte sich die japanische Mannschaft als Zweiter bei den Asienspielen 1994 in Hiroshima für die zweite Weltmeisterschaft. Dabei trafen in einer Vierergruppe zunächst Japan, die Republik China, die Volksrepublik China und Südkorea aufeinander. Nach einem 1:1 gegen die Volksrepublik China, gewannen beide gegen die beiden anderen Mannschaften und trafen dann im Finale erneut aufeinander, das die Chinesinnen mit 2:0 gewannen. Beide Finalisten fuhren zur WM, die zum ersten Mal auf europäischen Boden stattfand.
In Schweden verloren die Japanerinnen wieder das Auftaktspiel mit 0:1, diesmal gegen Europameister Deutschland. Am 7. Juni 1995 gelang dann aber den Japanerinnen in Karlstad gegen Brasilien der erste WM-Sieg. Dabei gelangen Akemi Noda nach 0:1-Rückstand die beiden ersten WM-Tore für Japan, die zum Sieg reichten. Gegen Schweden folgte dann zwar ein 0:2, aber als zweitbester Gruppendritter erreichten die Japanerinnen das Viertelfinale. Hier folgte eine 0:4-Niederlage gegen Titelverteidiger USA. Als achtbeste Mannschaft hatte sich Japan aber für das erste Fußballturnier der Frauen bei den Olympischen Spielen 1996 qualifiziert an dem nur die acht besten Mannschaften der WM teilnehmen konnten.

### WM 1999 in den USA
Für die dritte Weltmeisterschaft qualifizierte sich Japan als Dritter der Fußball-Asienmeisterschaft der Frauen 1997. Nach drei Vorrundensiegen gegen Indien, Hongkong und Guam, wobei mit dem 21:0 gegen Guam der höchste Länderspielsieg gelang, scheiterte Japan im Halbfinale mit 0:1 an Nordkorea. Mit einem 2:0 gegen die Republik China im Spiel um Platz drei gelang dann aber die Qualifikation.
In den USA trafen die Japanerinnen im ersten Spiel auf Kanada und erreichten ein 1:1. Dann folgten aber zwei Niederlagen gegen Russland (0:5) und Titelverteidiger Norwegen (0:4), womit Japan als Gruppenletzter ausschied.

### WM 2003 in den USA
Eigentlich sollte die WM wieder in der Volksrepublik China stattfinden. Wegen der SARS-Epidemie wurde das Turnier kurzfristig in die USA verlegt. Damit fand die Weltmeisterschaft zum zweiten Mal in den USA statt. Da die Anzahl der Startplätze von 12 auf 16 erhöht worden war, hatte eine vierte asiatische Mannschaft die Chance sich in den AFC/CONCACAF-Playoffs zu qualifizieren. Diese Möglichkeit nutzte Japan, nachdem bei der Asienmeisterschaft 2003 nur der vierte Platz belegt wurde. Dort hatten die Japanerinnen die Vorrunde gegen Myanmar, die Republik China, die Philippinen und Guam noch mit vier Siegen und 34:0 Toren abgeschlossen, im Halbfinale und Spiel um Platz 3 aber gegen Nordkorea mit 0:3 bzw. Südkorea mit 0:1 verloren. In den Playoffs trafen sie auf Mexiko und erreichten in Mexiko-Stadt zunächst ein 2:2. Das Rückspiel in Tokio wurde dann sieben Tage später mit 2:0 gewonnen.
In den USA trafen die Japanerinnen im Auftaktspiel auf WM-Neuling Argentinien und erreichten mit dem 6:0 ihren bisher höchsten Sieg in einem WM-Spiel. Dabei erzielte die spätere Rekordnationalspielerin und -torschützin Homare Sawa die ersten beiden Tore, Mio Ōtani gelangen sogar drei. Gegen den späteren Weltmeister Deutschland folgte dann aber ein 0:3 und gegen Kanada ein 1:3. Damit wurde Japan nur Gruppendritter. Da aber nach der Aufstockung des Teilnehmerfeldes nur noch alle Gruppensieger und -zweiten in die K.-o.-Runde kamen, schied Japan als zweitbester Gruppendritter aus.

### WM 2007 in der Volksrepublik China
Auch vier Jahre später musste Japan den Umweg über die Playoffs gehen. Bei der Asienmeisterschaft 2006 in Australien, das seit 2006 zum asiatischen Verband gehört, wurde wieder nur der vierte Platz belegt. Nach drei Siegen in der Vorrunde gegen die Volksrepublik China, die Republik China und Vietnam wurde das Halbfinale gegen Gastgeber Australien mit 0:2 und auch das Spiel um Platz 3 gegen Nordkorea mit 2:3 verloren. Wieder war Mexiko in den Playoffs der Gegner und diesmal hatte Japan zuerst Heimrecht. In Tokio wurde ein 2:0 vorgelegt, so dass das 1:2 eine Woche später in Toluca verkraftet werden konnte.
In China waren wie vier Jahre zuvor Argentinien und Deutschland die Gruppengegner, sowie erstmals England, gegen das im ersten Spiel ein 2:2 erreicht wurde. Nach einem 1:0 gegen Argentinien, hatten Japan und Titelverteidiger Deutschland, vor dem letzten Gruppenspiel beide vier Punkte und lagen damit vor England, das zweimal remis gespielt hatte. Da Japan aber gegen Deutschland mit 0:2 verlor während England gegen Argentinien mit 6:1 gewann, wurde Deutschland Gruppensieger und später erneut Weltmeister und England vor Japan Gruppenzweiter, das damit ausschied.

### WM 2011 in Deutschland

Aufstellungen im Finale

Für die WM in Deutschland qualifizierte sich Japan dann wieder ohne Umweg. Bei der Asienmeisterschaft 2010, für die Japan direkt qualifiziert war, wurde der dritte Platz belegt. Die Vorrunde wurde wieder souverän mit drei Siegen gegen Nordkorea, Thailand und Myanmar überstanden. Im Halbfinale wurde dann aber gegen den späteren Asienmeister Australien mit 0:1 verloren. Mit einem 2:0 im Spiel um Platz 3 gegen den Erzrivalen China gelang aber die Qualifikation. Da die viertplatzierte asiatische Mannschaft diesmal keine Möglichkeit hatte sich über interkontinentale Playoffs zu qualifizieren, fand erstmals eine WM-Endrunde der Frauen ohne die Volksrepublik China statt.
In Deutschland traf Japan im ersten Spiel auf Neuseeland und gewann mit 2:1. Danach folgte ein 4:0 gegen Mexiko, wobei Homare Sawa drei Tore erzielte. Damit war Japan bereits vor dem letzten Gruppenspiel für die K.-o.-Runde qualifiziert, so dass die anschließende 0:2-Niederlage gegen England verkraftet werden konnte. Allerdings wurde Japan dadurch nur Gruppenzweiter und traf im Viertelfinale auf Gastgeber und Titelverteidiger Deutschland, der als erstes Land zum dritten Mal in Folge den Titel gewinnen wollte und gegen den Japan zuvor noch nie gewonnen hatte. Trotz stürmischer Angriffe gelang der deutschen Elf in 120 Minuten aber kein Tor, dagegen konnte Karina Maruyama in der 108. Minute einen Konter zum 1:0 und damit dem ersten Sieg über Deutschland abschließen und erstmals das Halbfinale einer WM erreichen. Im Halbfinale traf Japan auf Schweden und geriet bereits nach 10 Minuten in Rückstand, konnte aber acht Minuten später ausgleichen. Dabei blieb es bis zur Halbzeitpause. In der zweiten Halbzeit konnten die Japanerinnen dann noch zwei Tore nachlegen und das Finale erreichen. Hier trafen sie auf die Vereinigten Staaten, gegen die sie zuvor noch nie gewonnen hatten und gerieten wieder zunächst in Rückstand, diesmal durch einen Konter gegen sie. Dieser konnte aber in der 81. Minute ausgeglichen werden, womit es eine Verlängerung gab. Auch hier gerieten die Japanerinnen wieder in Rückstand. Homare Sawa konnte aber mit ihrem fünften Turniertor wodurch sie gleichzeitig Torschützenkönigin des Turniers wurde drei Minuten vor Ende der Verlängerung ausgleichen. In der Nachspielzeit erhielt zwar Azusa Iwashimizu wegen einer Notbremse noch die Rote Karte, aber dabei blieb es, so dass das Elfmeterschießen über den WM-Titel entscheiden musste. Da die nur 170 cm große japanische Torhüterin Ayumi Kaihori zwei Elfmeter der US-Amerikanerinnen halten konnte und zudem eine über das Tor schoss, während drei Japanerinnen verwandelten und nur eine nicht, wurde Japan als erste asiatische Mannschaft Fußballweltmeister. Homare Sawa wurde zudem mit dem Goldenen Ball als beste Spielerin und Japan als fairste Mannschaft ausgezeichnet.

### WM 2015 in Kanada

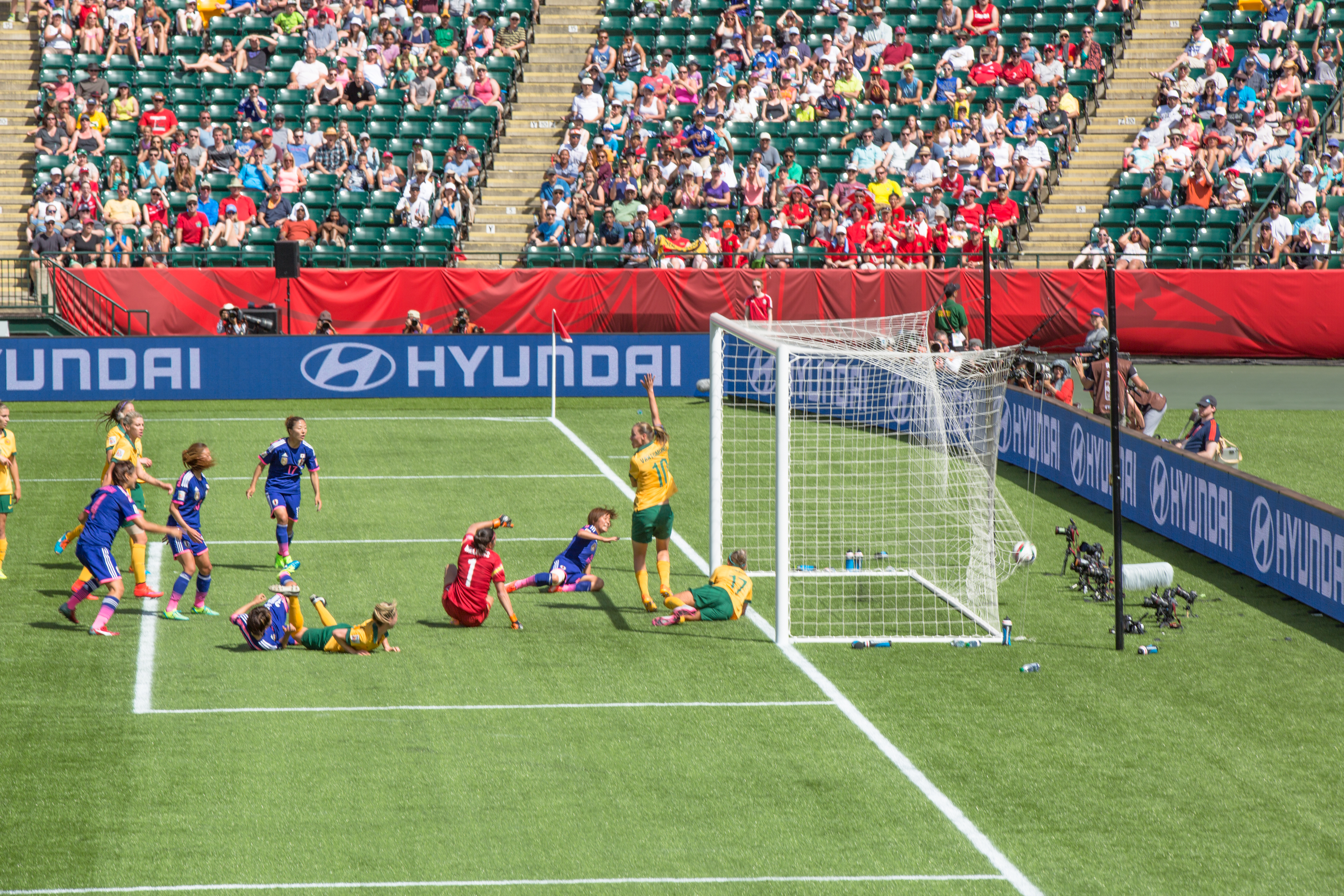
Torszene aus dem Viertelfinalspiel gegen Australien

In der Qualifikation, für die wieder die Asienmeisterschaft diente, setzte sich Japan erstmals als Asienmeister durch. In der Vorrunde wurden nach einem Remis gegen Australien, Vietnam und Jordanien deutlich geschlagen (4:0 und 7:0). Im Halbfinale setzte sich Japan dann mit 2:1 nach Verlängerung gegen die Volksrepublik China durch gewann dann im Finale mit 1:0.
Bei der Auslosung der Gruppen war Japan gesetzt und wurde als Gruppenkopf der Gruppe C festgelegt. Zugelost wurden den Japanerinnen die drei WM-Neulinge Schweiz, Kamerun und Ecuador, gegen die Japan zuvor noch nicht gespielt hatte.
Japan konnte erstmals alle drei Gruppenspiele gewinnen und zog als Gruppensieger ins Viertelfinale ein. Dabei fielen die Tore alle in der ersten halben Stunde und danach begnügten sich die Japanerinnen weitgehend das Ergebnis zu verwalten. Auch im Achtelfinale gegen die Niederlande gingen sie früh in Führung, legten dann aber in der zweiten Halbzeit noch ein Tor nach. In der Nachspielzeit kassierten sie zwar noch den Anschlusstreffer, brachten aber auch diesmal das Ergebnis über die Zeit. Gegen Australien – gegen das sie bei der Asienmeisterschaft mit 1:0 erstmals Asienmeister geworden waren – mussten sie dann aber bis zur 87. Minute warten, ehe auch dann der Siegtreffer und damit der zweite Halbfinaleinzug gelang. Dort trafen sie auf England, gegen das vier Jahre zuvor in der Vorrunde letztmals ein WM-Spiel verloren wurde und noch nie gewonnen werden konnte. In einem ausgeglichenen Spiel erhielten beide einen Elfmeter zugesprochen, den sie verwandeln konnten. Danach waren die beiderseitigen Bemühungen den Siegtreffer zu erzielen fruchtlos. Erst in der Nachspielzeit unterlief der Engländerin Laura Bassett ein Eigentor, womit sie die Finalwiederholung von 2011 ermöglichte. Im Finale gerieten die Japanerinnen bereits nach fünf Minuten mit 0:2 in Rückstand, nach 16 Minuten stand es 0:4, womit das Spiel quasi entschieden war. Zwar gelang den Japanerinnen noch vor der Pause nach taktischen Umstellungen und Einwechslungen von zwei Spielerinnen, u. a. Rekordnationalspielerin Homare Sawa das 1:4. Als kurz nach der Pause die US-Girls den Japanerinnen ein Eigentor schenkten, kam noch mal kurz Hoffnung auf, aber bereits zwei Minuten später fiel der 2:5-Endstand. Damit konnte es Japan der deutschen Mannschaft nicht nachmachen und den Titel nicht verteidigen. Aya Miyama wurde aber als drittbeste Spielerin mit dem Bronzenen Ball ausgezeichnet.

### WM 2019 in Frankreich
In der Qualifikation für die WM in Frankreich, für die den Asiatinnen wieder fünf Startplätze zugestanden wurden, qualifizierte sich Japan durch das Erreichen des Halbfinales bei der Fußball-Asienmeisterschaft der Frauen 2018. Für diese Meisterschaft, die im April 2018 in Jordanien stattfindet, war Japan automatisch qualifiziert. Im ersten Spiel gegen Vietnam wurde ein 4:0 erreicht, das zweite Spiel gegen Südkorea endete torlos. Im entscheidenden dritten Gruppenspiel gegen Australien, das gegen Südkorea ebenfalls ein 0:0 erreichte, gegen Vietnam aber mit 8:0 gewann, lag Japan nach 63 Minuten mit 1:0 in Front und wäre bei diesem Ausgang Gruppensieger geworden. Vier Minuten vor dem Spielende gelang Sam Kerr aber der Treffer zum 1:1-Ausgleich für Australien und da es dabei blieb und im Parallelspiel Südkorea gegen Vietnam mit 4:0 gewann, hatte Japan als Gruppenzweiter sowohl das Halbfinale der Asienmeisterschaft als auch die WM-Endrunde erreicht. Im Halbfinale setzte sich Japan dann mit 3:1 gegen China durch und konnte durch ein 1:0 im Finale gegen Australien den Titel verteidigen.
Bei der WM trafen die Japanerinnen wie 2007 auf Argentinien und England sowie erstmals in einem WM-Spiel auf WM-Neuling Schottland. Die Japanerinnen starteten mit einem enttäuschenden torlosen Remis gegen Argentinien, das damit erstmals einen WM-Punkt gewinnen konnte. Gegen Schottland steigerten sie sich und gewannen mit 2:1. Gegen England hatten sie nur wenige Torchancen und verloren mit 0:2. Da sich Argentinien und Schottland remis trennten, reichte es noch zum zweiten Gruppenplatz, wodurch sie im Achtelfinale auf Europameister Niederlande trafen. Die Japanerinnen gerieten bereits in der 17. Minute nach einer Ecke in Rückstand, konnten das Spiel danach aber ausgeglichen gestalten und wurden mit zunehmender Spielzeit dominanter, brauchten aber bis zur 43. Minute zum Ausgleich. Auch in der zweiten Halbzeit waren sie die bessere Mannschaft, konnten aber ihre Torchancen nicht nutzen. Als sich die Mannschaften schon auf eine Verlängerung einstellten, gab es in der Schlussminute einen Handelfmeter für die Niederländerinnen, den sie zum Siegtreffer nutzten. Damit schieden die Japanerinnen als letzte asiatische Mannschaft aus, womit erstmals keine asiatische Mannschaft im Viertelfinale steht, da zuvor auch Australien und China ihre Achtelfinalspiele gegen europäische Mannschaften verloren haben und Südkorea bereits in der Gruppenphase ausschied.

### WM 2023 in Australien und Neuseeland
Für die erste WM der Frauen in zwei Ländern mussten sich die Japanerinnen bei der Asienmeisterschaft 2022 in Indien qualifizieren, für die sie automatisch qualifiziert waren. Beim Turnier Ende Januar/Anfang Februar besiegten sie zunächst Myanmar mit 5:0 und Vietnam mit 3:0, so dass ein anschließendes 1:1 gegen Südkorea dank der mehr erzielten Tore zum Gruppensieg reichte. Im Viertelfinale besiegten sie Thailand mit 7:0 und zogen damit nicht nur ins Halbfinale ein, sondern qualifizierten sich auch als erste Mannschaft nach den Gastgeberinnen für die WM-Endrunde. Im Halbfinale scheiterten sie dann im Elfmeterschießen an Rekordasienmeister China, nach dem es nach 120 Minuten und zweimaliger Führung 2:2 gestanden hatte.
Bei der Auslosung am 22. Oktober 2022 wurde die japanische Mannschaft in die Gruppe mit Spanien gelost, zugelost wurden Costa Rica und WM-Neuling Sambia, gegen das noch nie gespielt wurde. Die Japanerinnen überstanden erstmals die Vorrunde ohne Gegentor und wurden mit drei Siegen und 11:0 Toren Gruppensieger, womit es im Achtelfinale zum Duell der Ex-Weltmeister Japan und Norwegen kam. Dies entschieden die Japanerinnen mit 3:1 für sich und trafen im Viertelfinale auf Schweden, das Titelverteidiger USA im Elfmeterschießen ausschaltete. Mit einer 1:2-Niederlage schieden die Japanerinnen als letzter verbliebener Ex-Weltmeister aus.

## Spiele
Japan bestritt bisher 38 WM-Spiele, davon wurden 18 gewonnen und 16 verloren, vier endeten remis. Zweimal gingen Spiele in die Verlängerung, da ein Sieger ermittelt werden musste. Davon wurden zwei gewonnen (einmal durch ein Tor, einmal durch Elfmeterschießen).
Japan nahm nie am Eröffnungsspiel der WM teil, spielte aber zweimal (1995 und 2011) gegen den Gastgeber (immer in Europa). Japan spielte viermal gegen den späteren Weltmeister (1991, 2003 und 2007, immer in der VR sowie 2015 im Finale) und viermal gegen den Titelverteidiger (1995/VF, 1999/VR, 2007/VR, 2011/VF). Japan spielte am häufigsten (je 4-mal) gegen Deutschland, England und die USA, wobei die USA immer letzter Gegner waren (davon nur einmal erfolgreich). Acht Spiele waren die bisher ersten gegen die jeweiligen Gegner.
Japan spielte bereits gegen Mannschaften aller anderen Konföderationen und auch der eigenen. Japan spielte fünfmal gegen den Europa-, viermal gegen den CONCACAF-, dreimal gegen den Südamerika- und einmal gegen den Ozeanienmeister.
Die meisten Spiele bestritt Homare Sawa (24), die auch die meisten Tore (8) erzielte.
| Alle WM-Spiele |            |                      |                  |   |                         |               | |
| Nr.            | Datum      | Ergebnis             | Gegner           |   | Austragungsort          | Anlass        | Bemerkungen |
| 1              | 17.11.1991 | 0:1                  | Brasilien        | * | Foshan (CHN)            | Vorrunde      | Erstes Spiel gegen Brasilien Erstes Spiel gegen einen amtierenden Südamerikameister                                                               |
| 2              | 19.11.1991 | 0:8                  | Schweden         | * | Foshan (CHN)            | Vorrunde      | |
| 3              | 21.11.1991 | 0:3                  | USA              | * | Foshan (CHN)            | Vorrunde      | Erstes Spiel gegen einen amtierenden CONCACAF-Meister                                                                                             |
| 4              | 05.06.1995 | 0:1                  | Deutschland      | * | Karlstad (SWE)          | Vorrunde      | Erstes Spiel gegen Deutschland |
| 5              | 07.06.1995 | 2:1                  | Brasilien        | * | Karlstad (SWE)          | Vorrunde      | Erster Sieg gegen einen amtierenden Südamerikameister                                                                                             |
| 6              | 09.06.1995 | 0:2                  | Schweden         | A | Västerås (SWE)          | Vorrunde      | |
| 7              | 13.06.1995 | 0:4                  | USA (TV)         | * | Gävle (SWE)             | Viertelfinale | |
| 8              | 19.06.1999 | 1:1                  | Kanada           | * | San José (USA)          | Vorrunde      | 100. Länderspiel |
| 9              | 23.06.1999 | 0:5                  | Russland         | * | Portland (USA)          | Vorrunde      | Erstes Spiel gegen Russland |
| 10             | 26.06.1999 | 0:4                  | Norwegen (TV)    | * | Chicago (USA)           | Vorrunde      | |
| 11             | 20.09.2003 | 6:0                  | Argentinien      | * | Columbus (USA)          | Vorrunde      | Erstes Spiel gegen Argentinien Höchster Sieg einer asiatischen gegen eine südamerikanische Mannschaft, 150. Länderspiel                           |
| 12             | 24.09.2003 | 0:3                  | Deutschland      | * | Columbus (USA)          | Vorrunde      | |
| 13             | 27.09.2003 | 1:3                  | Kanada           | * | Foxborough (USA)        | Vorrunde      | |
| 14             | 11.09.2007 | 2:2                  | England          | * | Shanghai (CHN)          | Vorrunde      | Erstes Spiel gegen England |
| 15             | 14.09.2007 | 1:0                  | Argentinien      | * | Shanghai (CHN)          | Vorrunde      | |
| 16             | 17.09.2007 | 0:2                  | Deutschland (TV) | * | Hangzhou (CHN)          | Vorrunde      | |
| 17             | 27.06.2011 | 2:1                  | Neuseeland       | * | Bochum (DEU)            | Vorrunde      | |
| 18             | 01.07.2011 | 4:0                  | Mexiko           | * | Leverkusen (DEU)        | Vorrunde      | |
| 19             | 05.07.2011 | 0:2                  | England          | * | Augsburg (DEU)          | Vorrunde      | |
| 20             | 09.07.2011 | 1:0 n. V.            | Deutschland (TV) | A | Wolfsburg (DEU)         | Viertelfinale | Erster Sieg gegen Deutschland Bisher einziger Sieg gegen einen amtierenden Weltmeister Bisher einziger Sieg gegen einen amtierenden Europameister |
| 21             | 13.07.2011 | 3:1                  | Schweden         | * | Frankfurt am Main (DEU) | Halbfinale    | |
| 22             | 17.07.2011 | 2:2 n. V., 3:1 i. E. | USA              | * | Frankfurt am Main (DEU) | Finale        | Erster WM-Titel |
| 23             | 08.06.2015 | 1:0                  | Schweiz          | * | Vancouver (CAN)         | Vorrunde      | Erstes Spiel gegen die Schweiz, 200. Länderspiel von Homare Sawa                                                                                  |
| 24             | 12.06.2015 | 2:1                  | Kamerun          | * | Vancouver (CAN)         | Vorrunde      | Erstes Spiel gegen Kamerun, erstes Spiel gegen eine afrikanische Mannschaft bei einer WM                                                          |
| 25             | 16.06.2015 | 1:0                  | Ecuador          | * | Winnipeg (CAN)          | Vorrunde      | Erstes Spiel gegen Ecuador |
| 26             | 23.06.2015 | 2:1                  | Niederlande      | * | Vancouver (CAN)         | Achtelfinale  | |
| 27             | 27.06.2015 | 1:0                  | Australien       | * | Edmonton (CAN)          | Viertelfinale | 1. WM-Spiel zwischen zwei AFC-Mannschaften |
| 28             | 01.07.2015 | 2:1                  | England          | * | Edmonton (CAN)          | Halbfinale    | |
| 29             | 05.07.2015 | 2:5                  | USA              | * | Vancouver (CAN)         | Finale        | |
| 30             | 10.06.2019 | 0:0                  | Argentinien      | * | Paris (FRA)             | Vorrunde      | |
| 31             | 14.06.2019 | 2:1                  | Schottland       | * | Rennes (FRA)            | Vorrunde      | |
| 32             | 19.06.2019 | 0:2                  | England          | * | Nizza (FRA)             | Vorrunde      | |
| 33             | 25.06.2019 | 1:2                  | Niederlande      | * | Rennes (FRA)            | Achtelfinale  | |
| 34             | 22.07.2023 | 5:0                  | Sambia           | * | Hamilton (NZL)          | Vorrunde      | Erstes Spiel gegen Sambia, erstes WM-Spiel für Sambia                                                                                             |
| 35             | 26.07.2023 | 2:0                  | Costa Rica       | * | Dunedin (NZL)           | Vorrunde      | |
| 36             | 31.07.2023 | 4:0                  | Spanien          | * | Wellington (NZL)        | Vorrunde      | |
| 37             | 05.08.2023 | 3:1                  | Norwegen         | * | Wellington (NZL)        | Achtelfinale  | |
| 38             | 11.08.2023 | 1:2                  | Schweden         | * | Auckland (NZL)          | Viertelfinale | |

Anmerkung: Fett markierte Mannschaften waren/sind zum Zeitpunkt des Spiels Kontinentalmeister.

## Bilanz gegen die anderen Weltmeister bei Weltmeisterschaften
- Deutschland: 4 Spiele – 1 Sieg, 3 Niederlagen – 1:6 Tore
- Norwegen: 2 Spiele – 1 Sieg, 1 Niederlage – 3:5 Tore
- Spanien: 1 Spiel – 1 Sieg – 4:0 Tore
- USA: 4 Spiele – 1 Remis (im Elfmeterschießen gewonnen), 3 Niederlagen – 4:14 Tore

Die japanische Mannschaft erzielte ihre höchsten Siege gegen folgende Länder bei WM-Turnieren:
- Argentinien 6:0 (2003, Vorrunde)
- Deutschland 1:0 n. V. (2011, Viertelfinale) – einziger Sieg gegen Deutschland
- Ecuador 1:0 (2015, Vorrunde) – einziges Spiel gegen Ecuador
- England 2:1 (2015, Halbfinale) – einziger Sieg gegen England
- Kamerun 2:1 (2015, Vorrunde) – einziges Spiel gegen Kamerun
- Mexiko 4:0 (2011, Vorrunde) – zudem ein 4:0 in einem Freundschaftsspiel
- Sambia 5:0 (2023, Vorrunde)
- Schweden 3:1 (2011, Halbfinale)
- Spanien 4:0 (2023, Vorrunde) – erster Sieg gegen Spanien

Gegen diese Länder kassierte die japanische Mannschaft ihre höchsten Niederlagen bei einem WM-Turnier:
- Deutschland 0:3 (1995, Vorrunde) – zudem ein 0:3 im Algarve-Cup-Finale 2014 und ein 3:6 in einem Freundschaftsspiel
- Norwegen 0:4 (1999, Vorrunde) – zudem ein 0:4 in der OS-Vorrunde 1996
- Russland 0:5 (1999, Vorrunde)
- Schweden 0:8 (1991, Vorrunde)

## Rekorde
- Die älteste Teilnehmerin, die ohne Einsatz Weltmeisterin wurde: Nozomi Yamagō im Alter von 36 Jahren und 182 Tagen bei der WM 2011. Älteste Weltmeisterin mit Einsatz ist Christie Rampone (USA) im Alter von 40 Jahren und 11 Tagen bei der WM 2015.
- Ältester Trainer eines Weltmeister-Teams war 2011 Norio Sasaki mit 53 Jahren.
- Japan beendete durch das 1:0 n. V. gegen Deutschland im Viertelfinale die längste Serie ohne Niederlage: Deutschland 15 Spiele (2003 bis 2011).
- Die meisten WM-Teilnahmen: Formiga (Brasilien, 1995–2019) (7), Homare Sawa (1995–2015)  und drei weitere Spielerinnen (je 6)
- Die höchsten Siege bei einem Turnier:
  - 2003 Japan – Argentinien 6:0 in der Vorrunde
  - 2011 Japan – Mexiko und Frankreich – Kanada 4:0, beide in der Vorrunde
- Die meisten gehaltenen Elfmeter in Elfmeterschießen: Ayumi Kaihori (2011), Gao Hong/China (1995), Hope Solo/USA (2011) je 2 Elfmeter.
- Japan ist der erste Weltmeister, der vor dem WM-Titel nie das Viertelfinale überstand.
- Japan wurde als erster Gruppenzweiter Weltmeister.
- Die wenigsten Tore pro Spiel auf dem Weg zum WM-Titel schoss Japan 2011 (2,00/Spiel).
- Zweimal schoss der unterlegene Finalist auf dem Weg ins Finale mehr Tore pro Spiel als der Weltmeister: USA (2011, 2,2 Tore/Spiel vs. Japan 2,0 Tore/Spiel) bzw. China (1999, 3,8 Tore/Spiel vs. USA 3,6 Tore/Spiel)
- Die meisten Tore in einem WM-Finale (ohne Elfmeterschießen): 7 Tore im Endspiel 2015 zwischen den USA und Japan (5:2).
- Japan ist der erste Weltmeister nach zweimaligem Rückstand im Finale (2011).
- Japan ist neben England (2011 2:0 gegen Japan) die einzige Mannschaft, die in der Vorrunde gegen den späteren Weltmeister gewinnen konnte: 2023 mit 4:0 gegen Spanien.

### Negativrekorde
- Das schnellste Gegentor nach Spielbeginn kassierte Japan 1991 im Spiel gegen Schweden durch Lena Videkull nach 30 Sekunden, Endstand 0:8
- Die schnellsten Gegentore in einem WM-Finale: 3., 5. 14. und 16. Minute
- Erste Rote Karte in einem WM-Finale: Azusa Iwashimizu (Japan), 2011
- Die längsten Serien ohne eigenes Tor: Japan (1991–2005), Ghana (1999–2003), Nigeria (1991–1995 sowie 2007–2011) und Nordkorea (2007–2011) mit je 4 Spielen. Davon Japan und Nigeria in den ersten vier Spielen.
- Höchste Niederlage bei einem Turnier: 1991, Japan – Schweden 0:8
- Höchste Finalniederlage: 2:5 gegen die USA 2015
- Schlechteste Mannschaft im Turnier: 1991 (von der FIFA auf Platz 12 eingestuft)

### Gegnerinnen
- Der Engländerin Laura Bassett unterlief 2015 im Halbfinale gegen Japan in der zweiten Minute der Nachspielzeit das späteste Eigentor der WM-Geschichte.